# 巨口乡
巨口乡，是中华人民共和国福建省南平市延平区下辖的一个乡镇级行政单位。

## 行政区划
巨口乡下辖以下地区：
巨口村、慕坑村、谷园村、岭根村、九龙村、横坑村、上埔村、田溪村、半岭村、员墩洲村和村头村。